# Michelle Arana
Michelle Agnes Arana, née en 1969, est une juge bélizienne qui a exercé les fonctions de juge en chef par intérim du Belize du 7 avril 2020 au 2 septembre 2022. 

## Biographie
Michelle Agnes Arana est née en 1969 à Belize City. Elle obtient une licence d'anglais à l'université d'État de Ball, puis poursuit ses études à la Norman Manley Law School de l'université des Indes occidentales, qu'elle termine en 1994. Elle obtient un Master of Laws en droit commercial à l'université de Birmingham en 2004, et est nommée « Alumna de l'année » de l'université de Birmingham en 2006,.
En 2006, Michelle Arana est nommée juge à la Cour suprême du Belize. Elle est la première femme juge de la Cour. Avant d'être nommée juge, elle est greffière générale et greffière de la Cour suprême et de la Cour d'appel du Belize. En 1998, elle est nommée membre de la Commission nationale des femmes du Belize,.
Après le départ à la retraite de Kenneth Benjamin de son poste de juge en chef du Belize en mars 2020, Arana est nommée juge en chef par intérim. Elle prête officiellement serment le 7 avril, jusqu'à ce que Louise Blenman soit assermentée en tant que nouvelle juge en chef le 2 septembre 2022, avant d'être transférée à la Cour d'appel.

### Vie privée
Elle a trois frères et a deux enfants.

## Distinction
Michelle Arana est nommée officier de l'ordre de l'Empire britannique dans le cadre des distinctions honorifiques du Nouvel An 2022 pour les services rendus dans le domaine du droit et du service public.